# 新梅切比利夫卡
49°0′51″N 36°38′22″E / 49.01417°N 36.63944°E
新梅切比利夫卡（烏克蘭語：Нова Мечебилівка）是位於烏克蘭東部的村莊，由哈爾科夫州洛佐瓦區的洛佐瓦市鎮負責管轄。該村始建於1833年，面積0.27平方公里，海拔高度133米，2001年人口28，人口密度每平方公里103.7人。